# 蔡志森
蔡志森，現任香港基督教非牟利組織明光社總幹事，現代表明光社就香港社會議題發表意見評論，尤其是性文化的社會議題。

## 學歷
香港浸會大學文學士、中國神學研究院基督教研究碩士。

## 履歷
曾任香港電台高級記者、中學教師、電視廣播有限公司編劇、記者團契團長。現任基督教非牟利組織明光社總幹事、報業評議會執委、香港傳媒教育協會執委、維護家庭聯盟執委、監察賭風聯盟發言人、中華聖潔會執事、教會關懷貧窮網絡執委、基督徒新聞從業員團契顧問、基督教機構協會副主席、醫院管理局公眾投訴委員會委員、香港電台節目顧問、淫褻及不雅物品審裁處審裁員等。

## 出版
於2012年與香港浸會大學宗教與哲學系教授關啟文為策劃編輯，出版了《基督教與現代社會的爭論——道德、政治與「宗教右派」》一書，回應宗教右派和明光社陣營等指控。

## 言論
蔡志森曾經向多份報章及基督教刊物《基督教週報》、《時代論壇》投稿，談及不同議題。在2003年他就香港賭波合法化通過而撰文，表達他對賭博問題的關注。2004年，他曾鼓勵基督徒選民要關注參選立法會議員各方面的政綱。

### 政治立場
2009年，蔡志森接受基督教媒體可圈可點的訪問，曾指自己對雙普選的看法跟蔡子強、呂大樂等時事評論員類似。2011年10月15日，他在《明報》撰文批評特首候選人唐英年逃避婚外情問題，質疑他的誠信。2011年10月15日，蔡志森批評曾蔭權和黃毓民在立法會上互相指罵是低水平的政治演戲。
2011年10月30日，他在《基督教週報》撰文指責天主教香港教區的陳日君不應收受壹傳媒主席黎智英（亦為天主教徒）的捐獻達二千萬元，認為捐獻抵觸了信仰立場。在2012年2月20日，針對唐英年被指感情缺失和非法僭建地庫，他撰文表示唐英年應該退選。
2013年9月22日蔡志森曾聯署了《基督徒支持民主政改理念書》，其中提到「和平佔中」是逼不得已而為之的運動，目的是市民能夠透過直接商議而獲得認同的真普選方案，與政府直接對話，建立有民意認受的政府。《理念書》又反對特首選舉中有任何形式的「預選」或「篩選」，因港人對普選的理解與國際人權標準一致。

### 傳媒
他亦熱衷於監察及批評傳媒。2003年，蔡志森曾刊登文章，要求傳媒注意操守。2006年，蔡志森點名批評《蘋果日報》、《壹本便利》及《東周刊》刊登色情照片，評論新聞自由與色情規管的界線。及後，2008年，他就《淫褻及不雅物品管制條例》發表文章。條例被指是「網絡廿三條」而遭社會反對，他指網絡色情需要監管。2008年間，他多次在《都市日報》中負責專欄《Hello there... 哈囉！您好...》，以簡單問答方式回應社會時事。2009年，面對政府意圖透過行政手段干預港台編審自主，撰文到星島日報要求政府尊重編輯的自主性。在2010年報業評議會十周年時，他撰文於《星島日報》，批評動新聞是創作而非新聞，扭曲了新聞的公信性及真實性。

### 中大學生報事件
於《中大學生報》事件中，2007年5月21日，蔡志森曾撰文到《蘋果日報》，批評中大學生報低水平，無助讀者深入認識及反思有關亂倫和人獸交的問題，指中文大學校方處理失當。他認為應對學生多點體諒，而中大學生報不應評為第二類。
後來明光社被指控是事件的始作俑者。2007年6月30日，蔡志森否認並認為指控是子虛烏有，並在文中順帶指出有關明光社發動向廣管局及影視處投訴《秋天的童話》、《同志戀人》和《中大學生報》等謠言皆屬無中生有。

## 教會評論
蔡志森稱明光社為「基督教社關團體」，並催促教會要關心社會。2000年，蔡志森指教會不應只顧著人數發展和植堂，更應關心社會時事：「色情暴力泛濫、賭風熾熱、貧富懸殊加劇、歧視行為充斥、人心缺乏方向等」。他曾在教內刊登期刊文章，從基督教角度討論賭博，指出關注賭博問題的重點應為遏止賭風，而非禁止賭博。2011年10月，指當時盛傳為中央欽點的特首候選人「既不善辭令；又缺乏喚起群眾支持的領袖魅力；亦沒有甚麼管治理念；更無令人印象深刻的政績。」，同時亦指出小圈子選擇的十名基督教選委並不能代表香港基督徒的投票意願。

## 稱號
2007年接受《壹周刊》訪問時被記者標籤為「性戰沙皇」，亦有人將「性戰沙皇」一文帶到獨立媒體中討論，而有人登文指訪問帶有人身攻擊。2007年，性文化學會、浸大校牧處及時代論壇舉辦了「誰是道德塔利班？」講座，講者包括資深電台節目主持人吳志森、香港性教育會副主席吳敏倫、性文化學會主席關啟文及明光社總幹事蔡志森。
2009年出版的《宗教右派》指蔡志森同為宗教右派之一員。他曾於該書出版前在中大崇基神學院院牧事工「教會智囊教牧論壇」中《宗教右派》一書其中一名作者龔立人同場辯論。

## 獎項
2006年基督教機構協會第六屆「基督精兵獎」中獲得「拓展事工獎」。